# Trichopteryx carpinata
Trichopteryx carpinata là một loài bướm đêm thuộc họ Geometridae. Nó được tìm thấy ở hầu hết châu Âu (except Iceland và Hy Lạp, Sicilia, Sardinia và Croatia), phía đông đến phần phía đông của miền Cổ bắc.
Sải cánh dài 30–34 mm. Con trưởng thành bay từ tháng 4 đến tháng 5. Có một lứa một năm.
Ấu trùng ăn various trees, bao gồm Lonicera, Salix và Betula.

## Hình ảnh

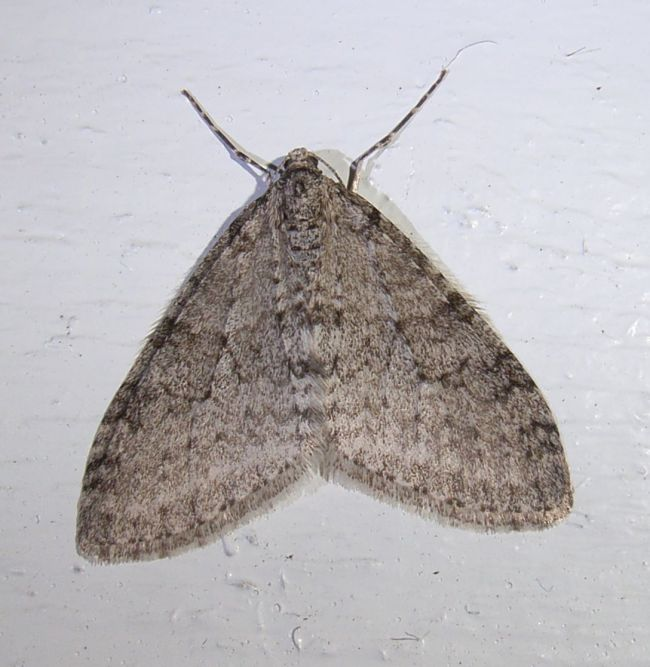
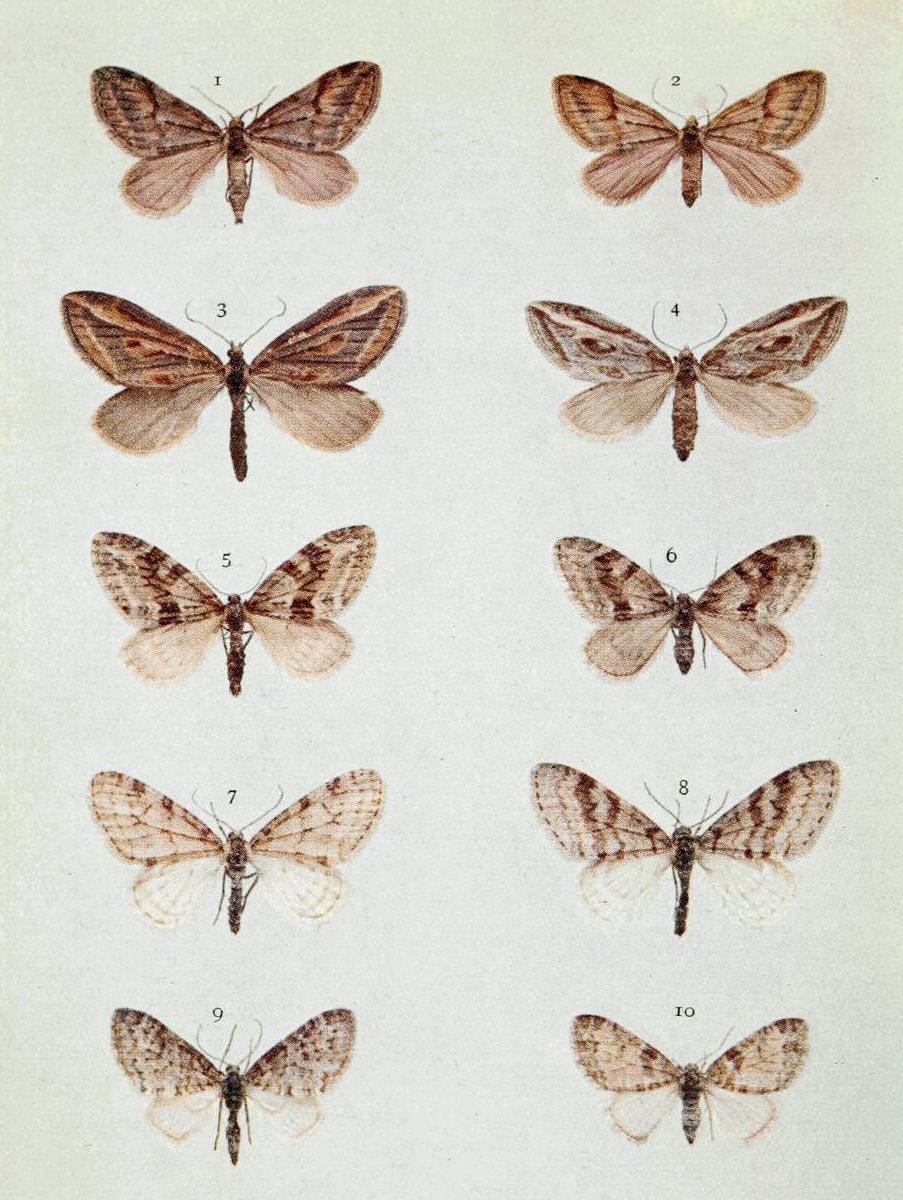
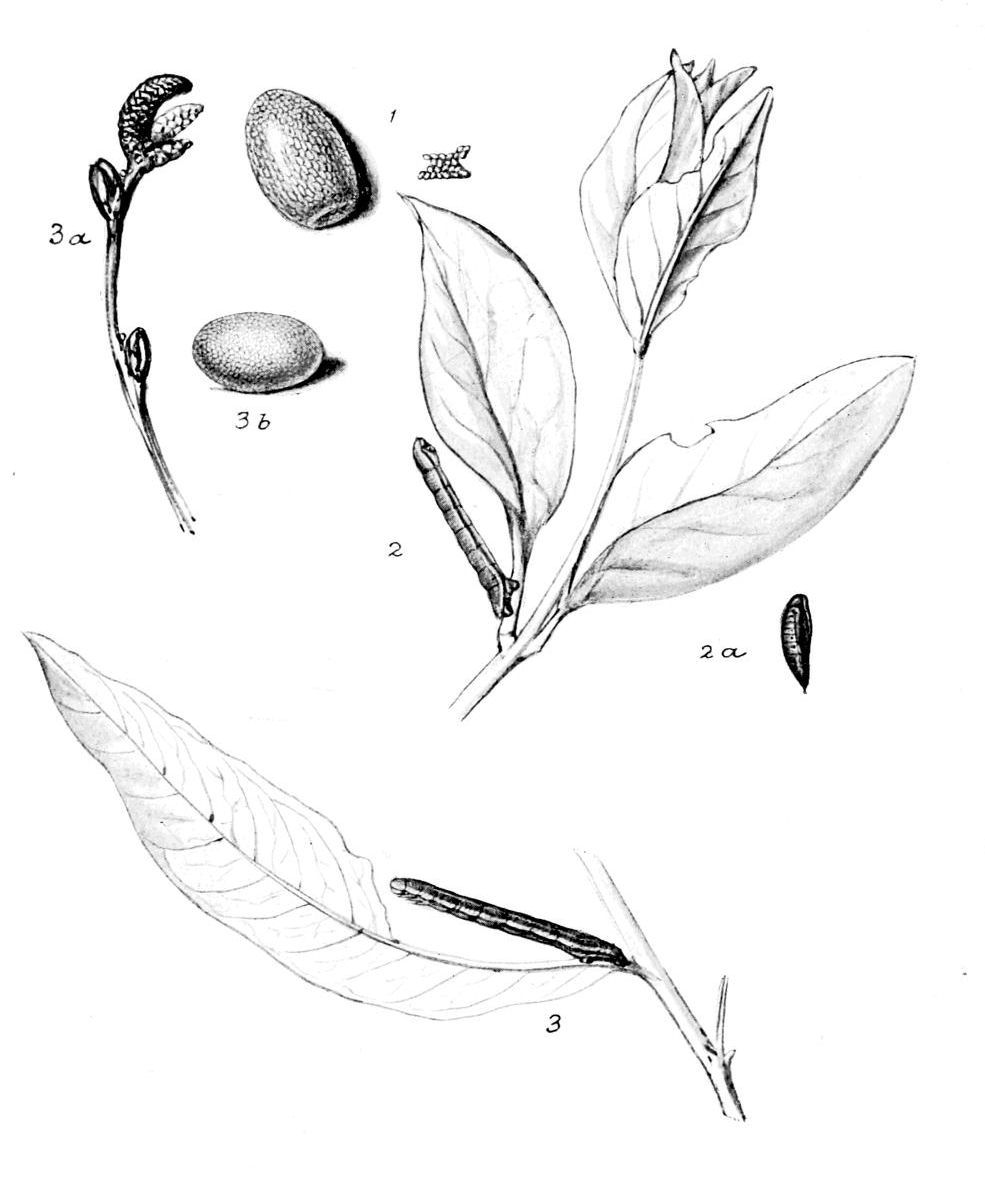
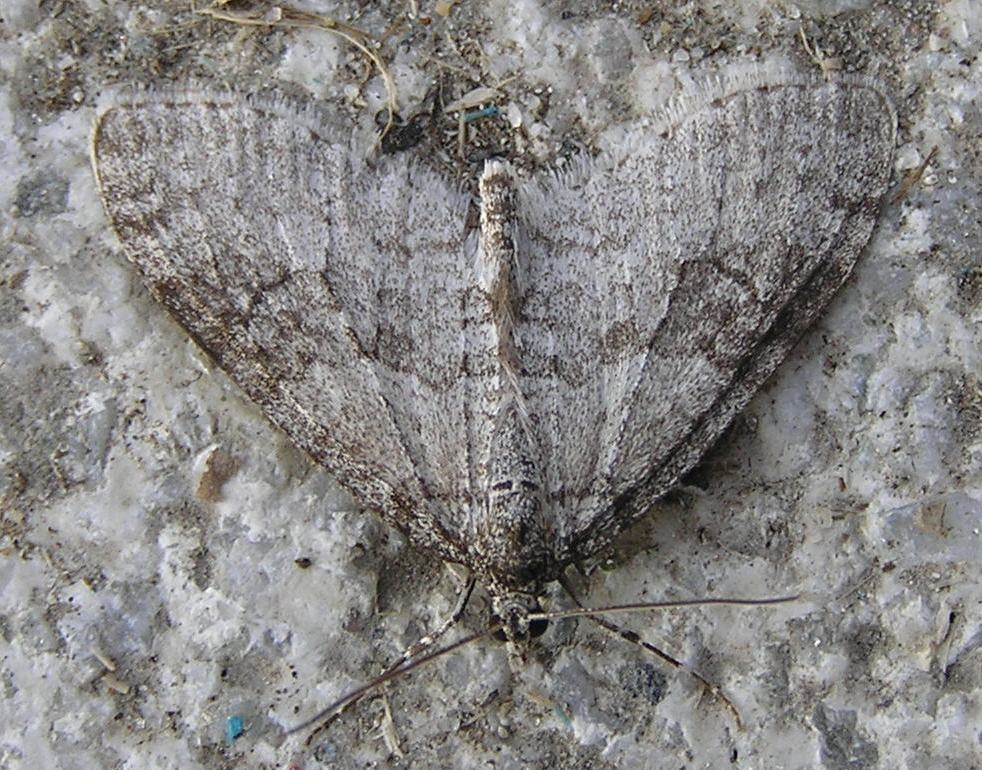